# Ozziel Herrera
Pour les articles homonymes, voir Herrera.
Ozziel Herrera, né le 23 mai 2001 à Culiacán au Mexique, est un footballeur international mexicain qui évolue au poste d'avant-centre à Tigres UANL.

## Biographie

### En club
Né à Culiacán au Mexique, Ozziel Herrera est formé par l'Atlas CF. Il fait ses débuts en professionnel avec son club formateur le 25 novembre 2018, lors d'une rencontre de Liga MX face au CF Monterrey. Il entre en jeu et son équipe s'incline ce jour-là par trois buts à un,.
Le 7 février 2021, Herrera marque son premier but en professionnel, lors d'une rencontre de championnat face au Santos Laguna. Il permet à son équipe d'égaliser dans les dernier instants du match avec sa réalisation (1-1 score final). Le 8 avril 2021, il prolonge son contrat jusqu'en 2024.
Le 24 juillet 2023, Ozziel Herrera s'engage en faveur du Tigres UANL. Il signe un contrat courant jusqu'en juin 2026.
Le 19 décembre 2024, Mella se fait remarquer en réalisant son premier doublé, lors d'une rencontre de championnat face au Pumas UNAM. Titulaire, il participe à la victoire de son équipe par trois buts à un.

### En sélection
Ozziel Herrera compte une sélection avec l'équipe du Mexique des moins de 18 ans, le 19 avril 2019 contre le Portugal. Il entre en jeu lors de ce match perdu par les siens (3-1 score final).
En 2022 Herrera participe au Tournoi Maurice Revello où son équipe termine à la troisième place.
Ozziel Herrera honore sa première sélection avec l'équipe nationale du Mexique le 20 avril 2023, à l'occasion d'un match amical contre les États-Unis. Il entre en jeu à la place de Roberto de la Rosa et les deux équipes se neutralisent (1-1 score final).

## Palmarès

### En sélection
- Mexique
  - Vainqueur de la Gold Cup en 2023